# Gerhard Struber
Gerhard Struber, né le 24 janvier 1977 à Kuchl en Autriche, est un entraîneur autrichien de football.

## Biographie

### En tant que joueur
En tant que milieu de terrain, il passe la majeure partie de sa carrière au SV Austria Salzbourg, où il joue entre 1995 et 2001. Avec les Salzbourgeois, l'ancien milieu de terrain devient champion d'Autriche en 1997 et gagne la Supercoupe la même année. Au total, l'autrichien joue 60 matches pour l'équipe de Salzbourg et marque trois buts. Jusqu'à la fin de sa carrière, le futur entraîneur joue encore dans des clubs de niveau inférieur en Haute-Autriche et à Salzbourg.

### En tant qu'entraîneur

#### Débuts
Après avoir travaillé deux ans comme formateur pour des systèmes logiciels, puis huit ans à des postes de vente et de gestion dans une compagnie d'assurance, l'autrichien quitte son emploi pour se consacrer à l'entraînement d'équipes de football en 2014. Par le passé, Il avait déjà travaillé à temps partiel en tant que co-entraîneur de l'académie du Red Bull Salzbourg de mi-2007 à mi-2010, et en tant qu'entraîneur du club de quatrième division du SV Kuchl pendant près de deux ans. En 2014, il devient l'entraîneur des moins de 15 ans à l'académie du Red Bull Salzbourg.

#### FC Liefering
En juin 2017, il est nommé entraîneur du FC Liefering aux côtés de Janusz Góra. Struber est également l'entraîneur de l'équipe du Red Bull Salzbourg lors de l'UEFA Youth League 2017-2018, où les champions en titre sont éliminés en huitièmes de finale. Lors de la saison 2018-2019, il prend la direction de Liefering, mais la quitte en janvier pour se concentrer sur l'obtention de sa licence UEFA Pro,.

#### Wolfsberger AC
Struber devient le nouveau manager du Wolfsberger AC pour la saison 2019-2020. L'équipe de la ville de Wolfsberg étant classée à la troisième place après 14 journées de championnat, comme la saison précédente, et récolte quatre points sur quatre matchs de Ligue Europa 2019-2020 avant que l'autrichien ne quitte le club.

#### Barnsley FC
Le 20 novembre 2019, l'entraîneur est nommé manager du club de Barnsley, en Championship, signant un contrat de deux ans. Il succède à Daniel Stendel,.
Pendant la majeure partie de la saison, Barnsley est dans la zone de relégation. Grâce à deux victoires dans les arrêts de jeu contre Nottingham Forest et Brentford en fin de saison, le club anglais se maintient en Championship pour une deuxième saison consécutive. L'équipe sera aidée par la mise sous administration judiciaire de Wigan Athletic, qui se voit retirer 12 points. Barnsley FC termine la saison à un point de la zone de relégation.

#### Red Bulls de New York
Le 6 octobre 2020, Struber est nommé entraîneur des Red Bulls de New York, en Major League Soccer. Le 21 novembre, il fait ses débuts comme entraîneur pour le club lors d'une défaite 3-2 en séries éliminatoires contre le Crew de Columbus,. Le 8 mai 2023, après un bilan d'une seule victoire pour six verdicts nuls et quatre défaites au cours de la saison 2023, il est limogé par les Red Bulls et remplacé par Troy Lesesne (en) qui assume l'intérim.

## Palmarès
SV Austria Salzbourg
- Championnat d'Autriche (1) :
  - Champion : 1996-97.

- Supercoupe d'Autriche (1) :
  - Vainqueur : 1997.